# Potnia dubia
Potnia dubia är en insektsart som beskrevs av Fowler. Potnia dubia ingår i släktet Potnia och familjen hornstritar. Inga underarter finns listade i Catalogue of Life.